# Liste des îles du Kenya
Voici une liste des îles du Kenya.

## Par ordre alphabétique
- Lamu
- Manda
- Mfangano
- Migingo
- Mombasa
- Ndere
- Pate
- Rusinga